# Yorkton
Yorkton är en ort i Kanada.   Den ligger i provinsen Saskatchewan, i den sydöstra delen av landet, 2 100 km väster om huvudstaden Ottawa. Yorkton ligger 498 meter över havet och antalet invånare är 15 669.
Terrängen runt Yorkton är mycket platt. Det finns inga andra samhällen i närheten.
Trakten runt Yorkton består till största delen av jordbruksmark. Trakten runt Yorkton är nära nog obefolkad, med mindre än två invånare per kvadratkilometer.